# Tuitjenhorn
Tuitjenhorn est un village situé dans la commune néerlandaise de Schagen, dans la province de la Hollande-Septentrionale. Le 1er janvier 2005, le village comptait environ 3 100 habitants. Tuitjenhorn est la capitale de la commune de Harenkarspel